# Ковалёв, Павел Иванович
Па́вел Ива́нович Ковалёв (1863 — 1901) — русский писатель, поэт.
Ковалёв рано начал писать стихи и уже в первых его произведениях, помещённых в «Восточном Обозрении», обнаружил дарование лирика. В последние годы своей жизни печатал в том же издании рассказы из быта сибирских крестьян. В сборнике «Восточное Обозрение» 1898 было напечатано его наиболее крупное произведение — драма «Льготный первого разряда».